# دلمیرو گوویا
دلمیرو گوویا (به پرتغالی: Delmiro Gouveia) یک منطقهٔ مسکونی در برزیل است که در آلاگواس واقع شده‌است. دلمیرو گوویا ۶۰۹٫۷ کیلومتر مربع مساحت و ۵۲٬۲۶۲ نفر جمعیت دارد و ۲۵۶ متر بالاتر از سطح دریا واقع شده‌است.